# Liste der Flusssysteme in Malaysia
Die Liste der Flusssysteme in Malaysia enthält die vom Amt für Be- und Entwässerung veröffentlichte amtliche Zusammenstellung aller Flusssysteme in Malaysia, geordnet nach Bundesstaaten. Dies ist eine abgeschlossene Liste.

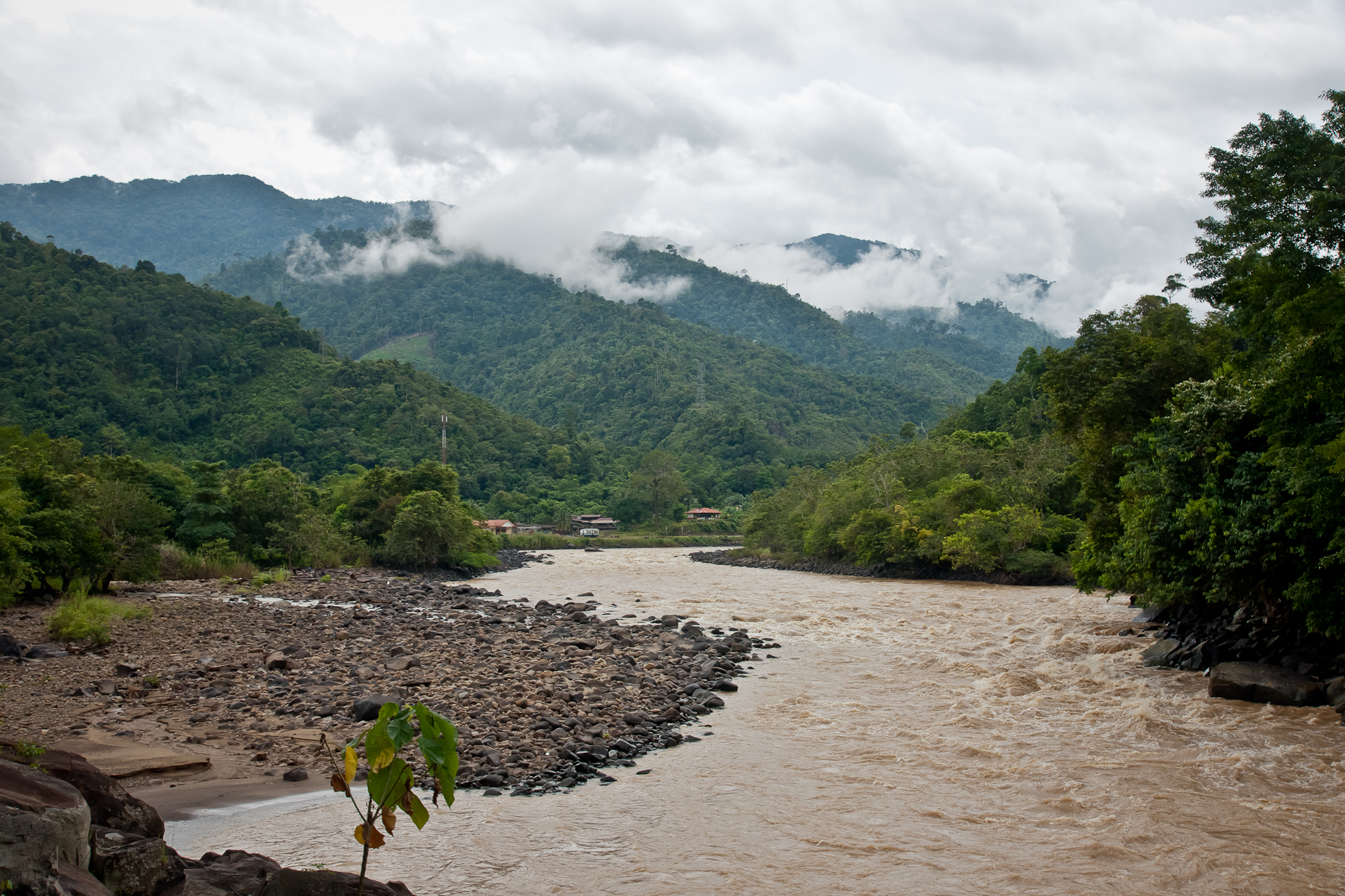
Sungai Padas

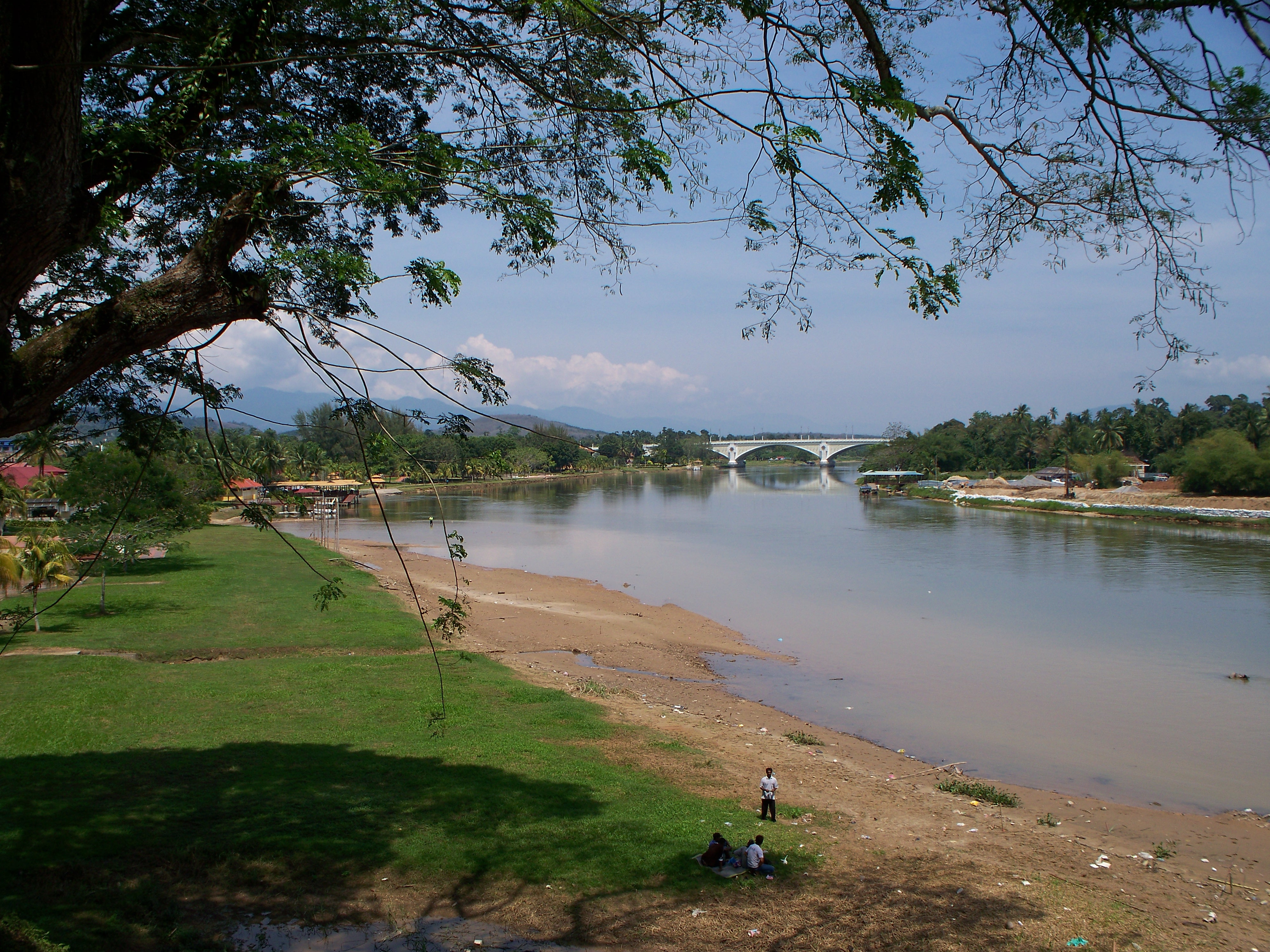
Sungai Perak Kuala Kangsar

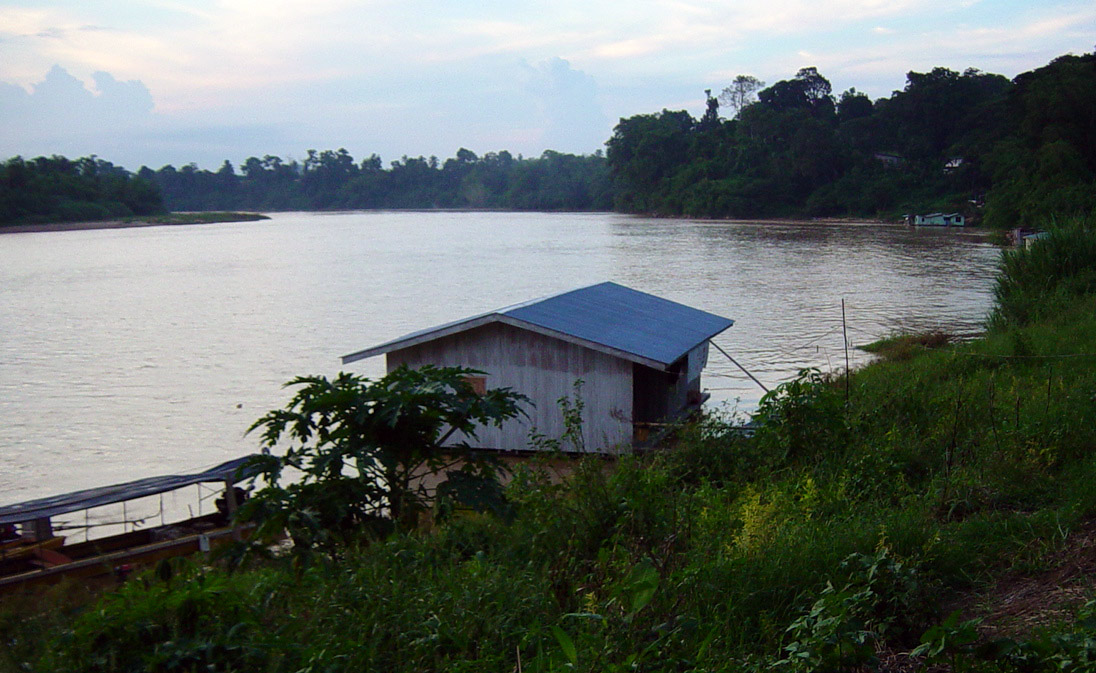
Sungai Kelantan in KualaKrai

| Perlis                        |                              |                            |                                    |
| Sungai Perlis                 |                              |                            |                                    |
| Kedah                         |                              |                            |                                    |
| Sungai Langkawi               | Sungai Kedah Selangor        | Sungai Merbok              | Sungai Tembus                      |
| Sungai Muda                   |                              |                            |                                    |
| Penang                        |                              |                            |                                    |
| Sungai Juru                   | Sungai Perai                 | Sungai Pinang              | Sungai Jawi                        |
| Perak                         |                              |                            |                                    |
| Sungai Kerian                 | Sungai Kurau                 | Sungai Sepetang            | Sungai Temerloh                    |
| Sungai Beruas                 | Sungai Raja Hitam / Manjong  | Sungai Deralik / Wangi     | Sungai Perak                       |
| Selangor                      |                              |                            |                                    |
| Sungai Bernam                 | Sungai Tengi                 | Sungai Selangor            | Sungai Buloh                       |
| Sungai Klang                  | Sungai Langat                | Sungai Chuau               | Sungai Sepang                      |
| Sembilan                      |                              |                            |                                    |
| Sungai Jimah                  | Sungai Linggi                | Sungai Muar Utara          | Sungai Pertang                     |
| Sungai Mokek                  |                              |                            |                                    |
| Melakka                       |                              |                            |                                    |
| Sungai Bharu                  | Sungai Melaka                | Sungai Duyong              | Sungai Kesang                      |
| Sungai Merlimau               |                              |                            |                                    |
| Johor                         |                              |                            |                                    |
| Sungai Muar                   | Sungai Batu Pahat            | Sungai Air Baloi           | Sungai Benut                       |
| Sungai Segget                 | Sungai Pontain Kecil         | Sungai Pontian Besar       | Sungai Kempas                      |
| Sungai Danga                  | Sungai Skudai                | Sungai Tebrau              | Sungai Rambah                      |
| Sungai Johor                  | Sungai Pasir Gudang          | Sungai Sedili Besar        | Sungai Sedili Kecil                |
| Sungai Paloi                  | Sungai Mersing               | Sungai Teriang             | Sungai Tenglu                      |
| Sungai Jemaluang              | Sungai Pulai                 |                            |                                    |
| Pahang                        |                              |                            |                                    |
| Sungai Endau                  | Sungai Anak Endau            | Sungai Rompin              | Sungai Pontian                     |
| Sungai Bebar                  | Sungai Bertam                | Sungai Bera                | Sungai Lepar                       |
| Sungai Mentiga                | Sungai Kuantan               | Sungai Cherating           |                                    |
| Sungai Balok                  |                              |                            |                                    |
| Terengganu                    |                              |                            |                                    |
| Sungai Kemaman                | Sungai Kertih                | Sungai Kemasik             | Sungai Chukai                      |
| Sungai Paka                   | Sungai Dungun                | Sungai Marang              | Sungai Ibai                        |
| Sungai Landas                 | Sungai Terengganu            | Sungai Merchang            | Sungai Chalok                      |
| Sungai Setiu                  | Sungai Keluang               | Sungai Besut               |                                    |
| Kelantan                      |                              |                            |                                    |
| Sungai Semarak                | Sungai Kemasin               | Sungai Kelantan            | Sungai Golok                       |
| Sabah                         |                              |                            |                                    |
| Sungai Mengalong              | Sungai Lakutan/Sipitang      | Sungai Lingkungan/Bukau    | Sungai Padas                       |
| Sungai Padas Damit            | Sungai Klias                 | Sungai Membakut/Binsulok   | Sungai Bongawan                    |
| Sungai Kimanis                | Sungai Papar                 | Sungai Moyog               | Sungai Inanam/Menggatal/Mengkabong |
| Sungai Tuaran                 | Sungai Sulaman/Lapasan       | Sungai Kadamaian/Tempasuk  | Sungai Kawang-Kawang               |
| Sungai Sarang                 | Sungai Laya-Laya             | Sungai Indarasam/Pomotodon | Sungai Loro                        |
| Sungai Tegarangan             | Sungai Milau                 | Sungai Tagumamal           | Sungai Matunggong                  |
| Sungai Tigaman                | Sungai Bintasan              | Sungai Langkon/Bandau      | Sungai Kinarom/Bongon              |
| Sungai Tandek                 | Sungai Marasimsim/Silimpodon | Sungai Benkoka             | Sungai Telaga                      |
| Sungai Melabong               | Sungai Bongkol               | Sungai Kanibongan          | Sungai Kaidangan/Tengkarasan       |
| Sungai Paitan                 | Sungai Mamahat               | Sungai Sugut               | Sungai Timbang                     |
| Sungai Makopako/Pagata/Bogaya | Sungai Labuk                 | Sungai Kolapis             | Sungai Samawang                    |
| Sungai Gum Gum/Sibuga         | Sungai Segaliud              | Sungai Sekong              | Sungai Sapagaya                    |
| Sungai Munmiang               | Sungai Kinabatangan          | Sungai Manalunan           | Sungai Segama                      |
| Sungai Lumeru                 | Sungai Ganduman              | Sungai Tegupi              | Sungai Sahabu                      |
| Sungai Tungku                 | Sungai Silabukan             | Sungai Seganen             | Sungai Sepagaya                    |
| Sungai Sabahan                | Sungai Tingkayu              | Sungai Sapang              | Sungai Segarong                    |
| Sungai Pegagau                | Sungai Kalumpang             | Sungai Balung              | Sungai Apas                        |
| Sungai Tawau                  | Sungai Merotai               | Sungai Umas – Umas         | Sungai Brantian                    |
| Sungai Tatulit                | Sungai Kalabakan             | Sungai Sarudong            | Sungai Sibuda                      |
| Sungai Sapulut                |                              |                            |                                    |
| Sarawak                       |                              |                            |                                    |
| Sungai Kayan                  | Sungai Sarawak               | Sungai Samarahan           | Sungai Sadong                      |
| Sungai Lupar                  | Sungai Saribas               | Sungai Kerian              | Sungai Oya                         |
| Sungai Mukah                  | Sungai Balingian             | Sungai Tatau               | Sungai Kemena                      |
| Sungai Similajau              | Sungai Suai                  | Sungai Miri                | Sungai Niah                        |
| Sungai Sibuti                 | Sungai Baram                 | Sungai Limbang             | Sungai Trusan                      |
| Sungai Lawa                   |                              |                            |                                    |

## Quelle
- Jabatan Pengairan dan Saliran Malaysia (Amt für Be- und Entwässerung): Kompendium Data & Maklumat Asas JPS 2007 (PDF; 560 kB); Abruf am 13. September 2013